# Max Döring (Psychologe)
Max Döring (* 2. Mai 1879 in Leipzig; † nach 1935) war ein deutscher Psychologe, Pädagoge und Herausgeber.

## Leben
Er war der Sohn des Gerichtsvollziehers Emil Döring aus Leipzig. Nach dem Besuch des Lehrerseminars in Grimma studierte er an der Universität Leipzig. Danach war er als Hauptschullehrer und Dozent tätig und übernahm die Leitung des Instituts für experimentelle Pädagogik und Psychologie des Leipziger Lehrervereins und gab ab dem 13. Band die psychologisch-pädagogischen Schriften dieses Vereins heraus. Daneben war er ab 1912 gemeinsam mit Max Brahn Herausgeber des „Archivs für Pädagogik“, wovon bis 1916 sieben Bände erschienen.
Außerdem war Max Döring Mitglied der Gesellschaft für experimentelle Psychologie.
Seine Tochter war Annelies Plätz, die Mitglied der Leipziger Goethe-Gesellschaft wurde.

## Schriften (Auswahl)
- Pädagogisch-Psychologische Arbeiten aus dem Institut des Leipziger Lehrvereins. Dürr’schen Buchhandlung, Leipzig 1927.
- (Hrsg.): Veröffentlichungen des Instituts für experimentelle Pädagogik und Psychologie des Leipziger Lehrervereins (ab Bd. 13). Dürr’schen Buchhandlung, Leipzig.